# Petru I, Mare Duce de Oldenburg
Petru I sau Petru Frederic Louis de Holstein-Gottorp (germană Peter Friedrich Ludwig von Holstein-Gottorp) (17 ianuarie 1755 – 21 mai 1829) a fost regent al Ducatului de Oldenburg din cauza incapacității vărului său Petru Frederic Wilhelm din 1785 până în 1823, apoi Duce în perioada 1823-1829.
În perioada 1785-1803 a fost ultimul Prinț-episcop luteran de Lübeck. Fiul său, Augustus, a  fost primul Duce de Oldenburg care a folosit titlul de Mare Duce care a fost garantat în 1815.

## Biografie
Petru Frederic s-a născut la 17 ianuarie 1755 la Riesenburg. A fost singurul fiu care a supraviețuit al Prințului Georg Ludwig de Holstein-Gottorp și a Sophie Charlotte de Schleswig-Holstein-Sonderburg-Beck.

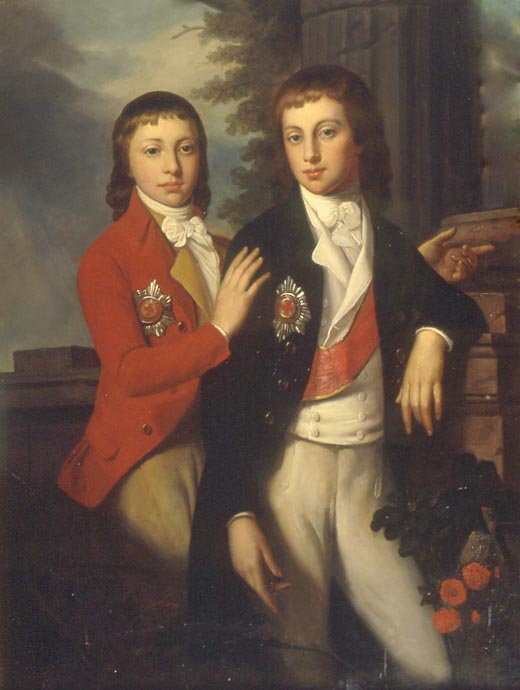
Fiii săi Ducele August și Ducele Georg de Oldenburg, anii 1790

La 6 iunie 1781, s-a căsătorit cu Ducesa Frederica de Württemberg, a doua fiică a lui Frederic al II-lea Eugene, Duce de Württemberg și a soției acestuia, Friederike Dorothea de Brandenburg-Schwedt. Cuplul a avut doi fii: August (născut în 1783) și George (născut în 1784).
Fredericka a murit în urma complicațiilor unui avort la 24 noiembrie 1785 la Viena, Austria. Soțul ei i-a supraviețuit 30 de ani.
Petru Frederic  a fost numit regent al ducatului de Oldenburg în anul 1785, din cauza incapacității vărului său, Petru Frederic Wilhelm. După decesul lui Wilhelm în 1823 a devenit Duce de Oldenburg. Deși Ducatul de Oldenburg a fost ridicat la rangul de Mare Ducat în 1815, el nu a folosit titlul de Mare Duce. Fiul său, Augustus, a fost primul Duce de Oldenburg care a folosit titlul de Mare Duce.